# Sepsina
Sepsina is een geslacht van hagedissen uit de familie skinken (Scincidae).

## Naam en indeling
De wetenschappelijke naam van de groep werd voor het eerst voorgesteld door José Vicente Barbosa du Bocage in 1866.

## Uiterlijke kenmerken
Het lichaam is langwerpig van vorm, de staart is korter dan het lichaam. Het gehele lijf is bedekt met gladde, glanzende schubben. De pootjes zijn zeer klein en dragen meestal drie of vier vingers en tenen. De soort Sepsina tetradactyla heeft vier vingers en vijf tenen.

## Verspreiding en habitat
Er zijn vijf soorten die voorkomen in Zuidelijk Afrika en leven in de landen Angola, Congo-Kinshasa, Malawi, Namibië, Tanzania en Zambia.
Door de internationale natuurbeschermingsorganisatie IUCN is aan één soort een beschermingsstatus toegewezen. Sepsina alberti wordt beschouwd als 'veilig' (Least Concern of LC).

## Soorten
Het geslacht omvat de volgende soorten, met de auteur en het verspreidingsgebied.
| Naam                 | Auteur       | Verspreidingsgebied                      |
| -------------------- | ------------ | ---------------------------------------- |
| Sepsina alberti      | Hewitt, 1929 | Namibië                                  |
| Sepsina angolensis   | Bocage, 1866 | Angola, Congo-Kinshasa, Namibië, Zambia  |
| Sepsina bayoni       | Bocage, 1866 | Angola, Congo-Kinshasa                   |
| Sepsina copei        | Bocage, 1873 | Angola                                   |
| Sepsina tetradactyla | Peters, 1874 | Congo-Kinshasa, Malawi, Tanzania, Zambia |